# Liste von Söhnen und Töchtern der Stadt Long Beach (Kalifornien)
Dies ist eine Liste bekannter Persönlichkeiten, die in der US-amerikanischen Stadt Long Beach (Kalifornien) geboren wurden. Die Liste erhebt keinen Anspruch auf Vollständigkeit.

## 1910–1940

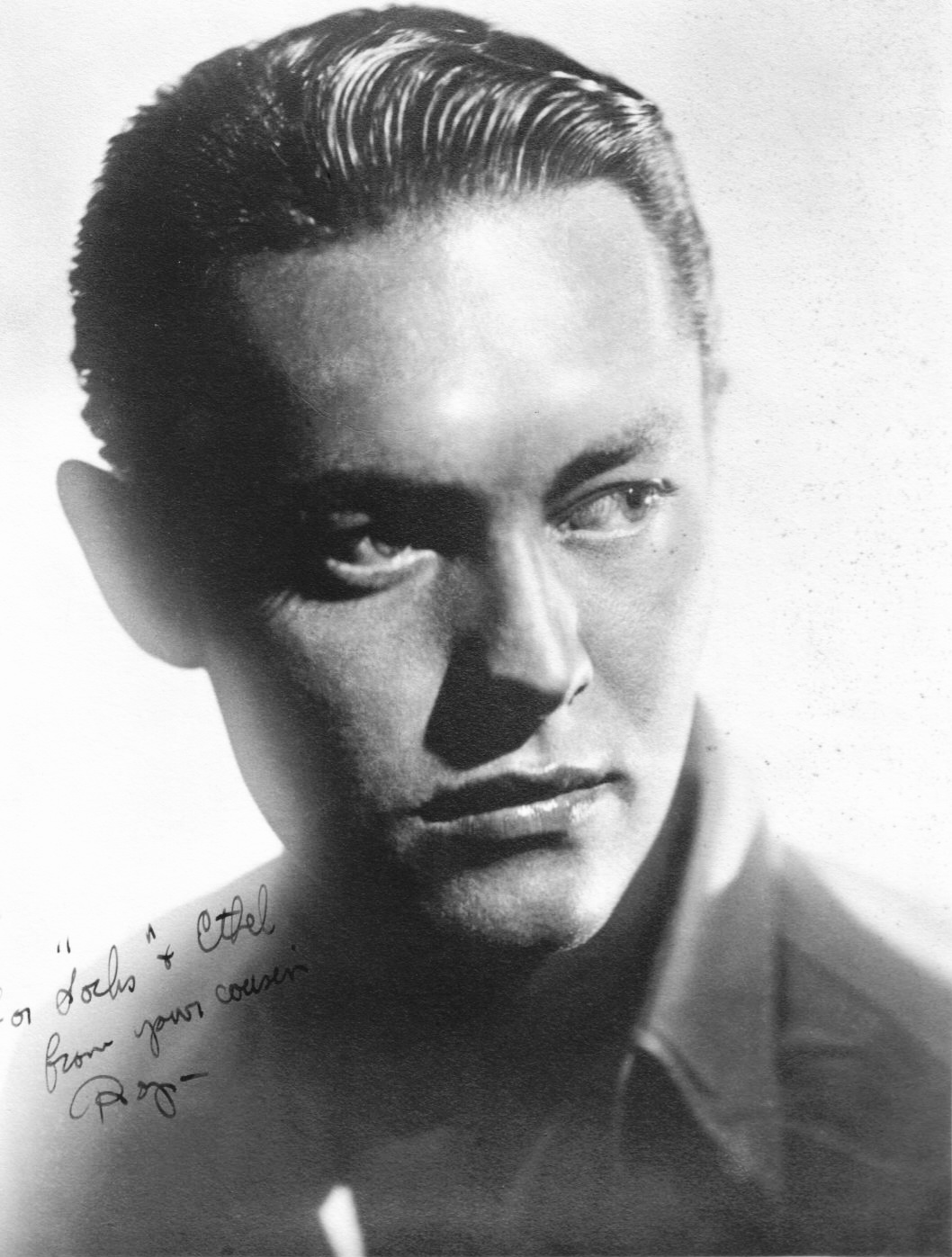
Richard Cromwell
(1910–1960)

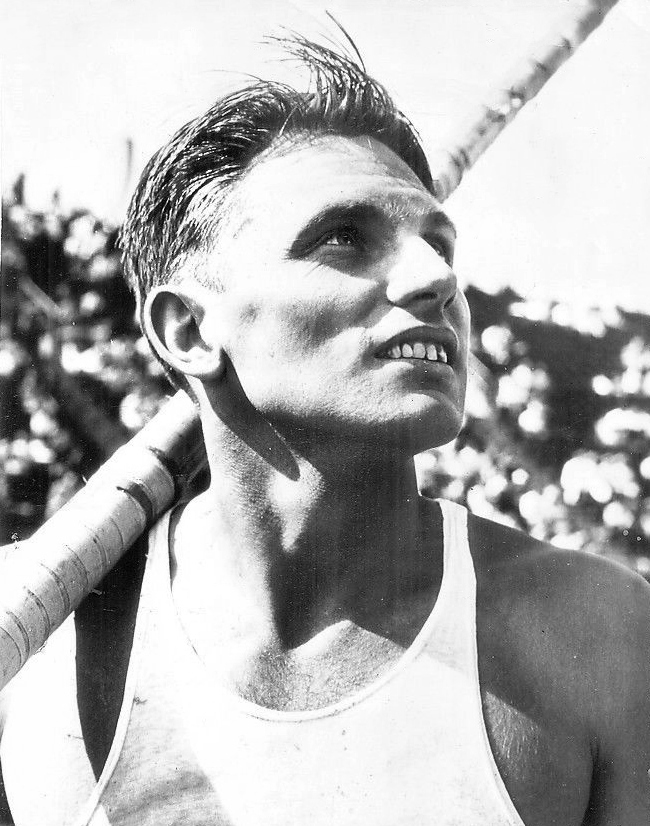
Cornelius Warmerdam
(1915–2001)

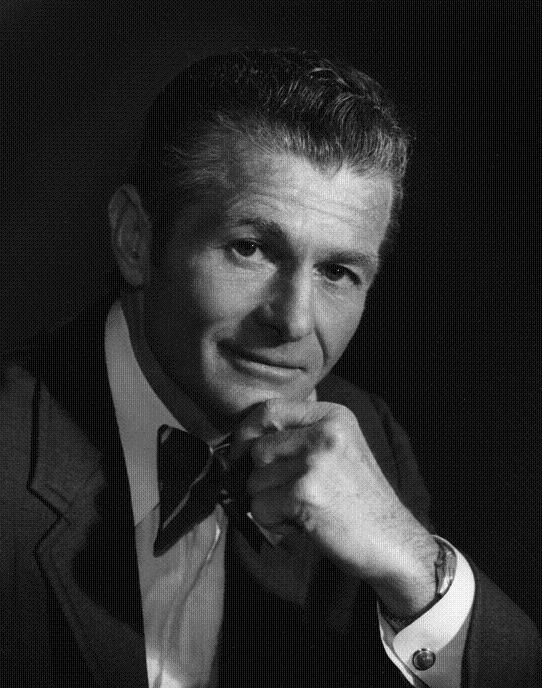
Charles W. Robinson
(1919–2014)

- Richard Cromwell (1910–1960), Schauspieler und Künstler
- Spike Jones (1911–1965), Klassiker der virtuosen komischen Musik
- Cornelius Warmerdam (1915–2001), Stabhochspringer
- Charles Morton (1916–1996), Radrennfahrer
- Barbara Britton (1919–1980), Schauspielerin
- Charles W. Robinson (1919–2014), Unternehmer und Politiker
- Frances Gifford (1920–1994), Schauspielerin
- Jack Anderson (1922–2005), Journalist, Skandalreporter und Pulitzer-Preisträger
- Chuck Daigh (1923–2008), Automobilrennfahrer
- Gina Berriault (1926–1999), Schriftstellerin
- Dixie Evans (1926–2013), Burlesque-Tänzerin
- Edward Moses (1926–2018), abstrakter Maler und Grafiker
- Larry Bunker (1928–2005), Jazz-Schlagzeuger und Vibraphonist
- Robert Walter Irwin (1928–2023), Installationskünstler
- George Barlow (1929–2007), Zoologe, Professor der University of California
- William E. Dannemeyer (1929–2019), Politiker
- Jerry Boyd (1930–2002), Boxtrainer und Cut Man
- Kenneth Myron Hoffman  (1930–2008), Mathematiker und Hochschullehrer
- Billy Strange (1930–2012), Gitarrist, Sänger und Songwriter
- Robert Colbert (* 1931), Schauspieler
- Don Durant (1932–2005), Schauspieler und Sänger
- Buddy Catlett (1933–2014), Jazzmusiker
- Richard Allen Morris (* 1933), Maler
- George Dekker (1934–2010), Literaturwissenschaftler und Hochschullehrer
- Arthur Ayrault (1935–1990), Ruderer
- Al Casey (1936–2006), Gitarrist
- William Joseph Levada (1936–2019), Kurienkardinal und Präfekt der Kongregation für die Glaubenslehre
- Anthony Zerbe (* 1936), Schauspieler
- Sally Kellerman (1937–2022), Schauspielerin
- Luana Patten (1938–1996), Schauspielerin
- Douglas M. Costle (1939–2019), Politiker
- Michael Patrick Driscoll (1939–2017), römisch-katholischer Geistlicher, Bischof von Boise City
- Bill Neil (* 1939), Spezialist für visuelle Effekte beim Film
- Sally Moore (* 1940), Tennisspielerin

## 1941–1950

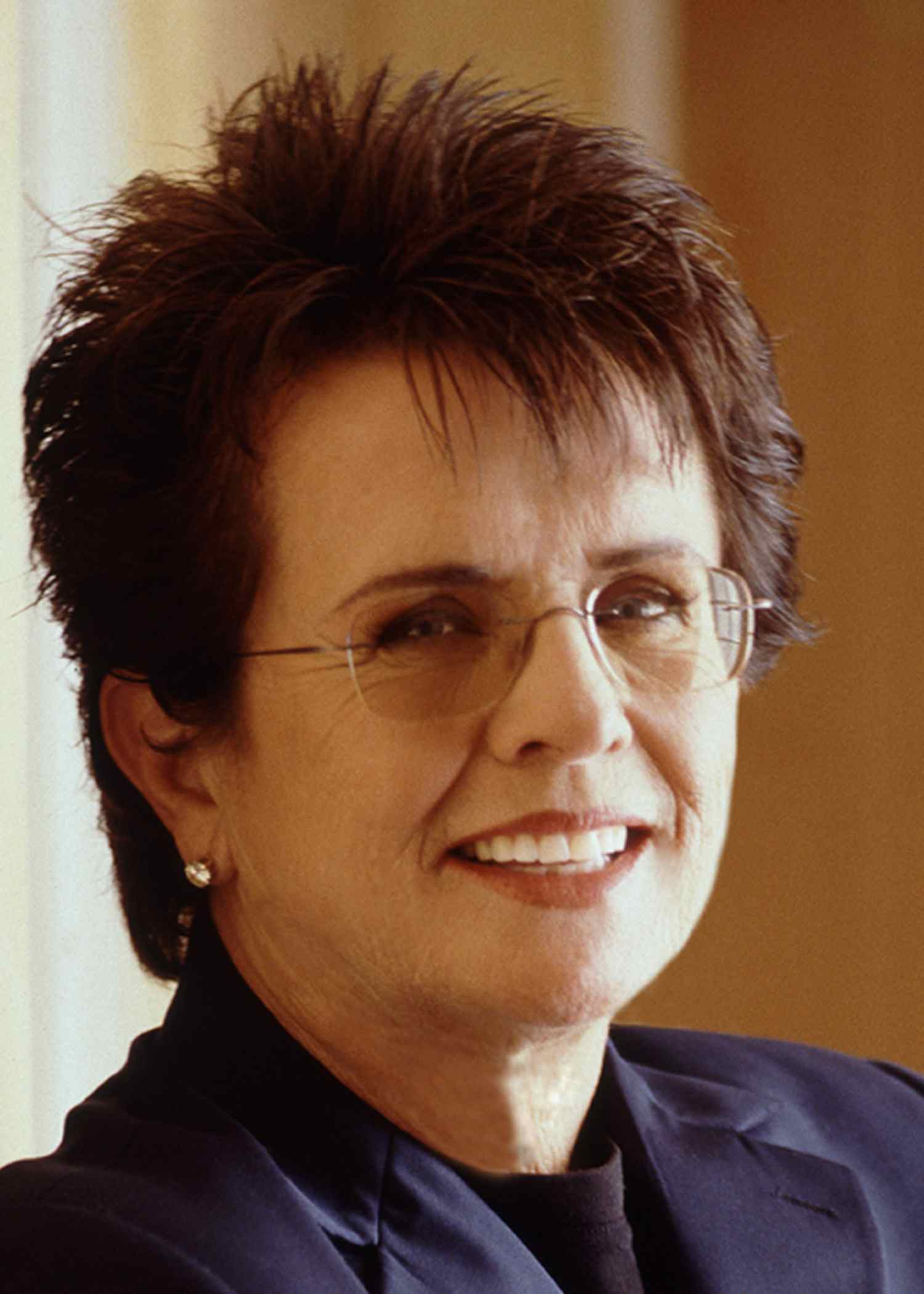
Billie Jean King
(* 1943)

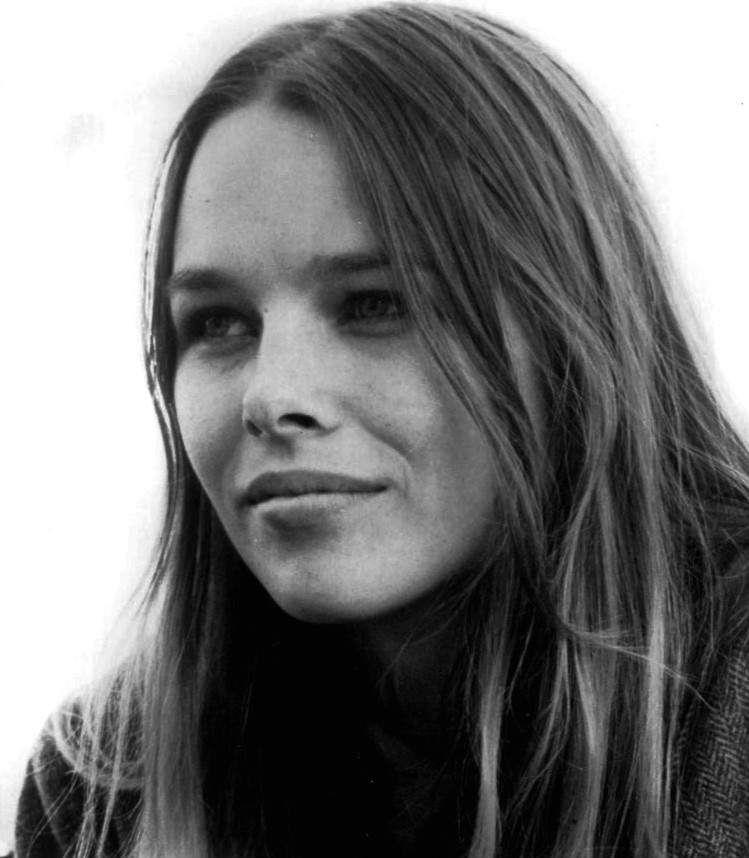
Michelle Phillips
(* 1944)

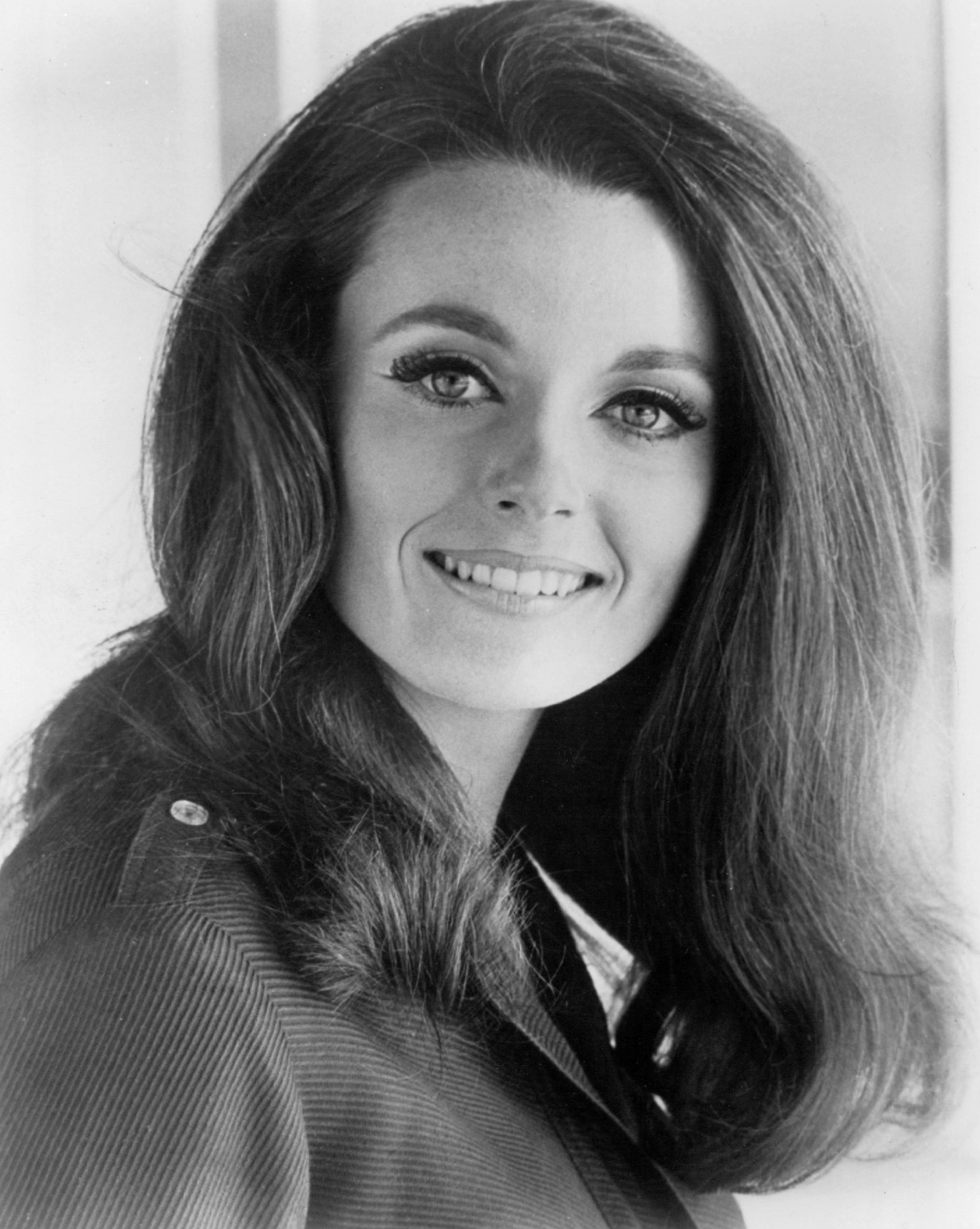
Celeste Yarnall
(1944–2018)

- Jennifer Bartlett (1941–2022), Malerin und Bildhauerin
- Frederick Hauck (* 1941), Astronaut
- Barry Le Va (1941–2021), Zeichner, Grafiker, Bildhauer und Objektkünstler
- Forrest Myers (* 1941), Bildhauer
- Stephen Robinett (1941–2004), Schriftsteller
- Walter Hill (* 1942), Action-Regisseur in Hollywood
- Milton William Cooper (1943–2001), Sachbuchautor, Radiojournalist und Verschwörungstheoretiker[1]
- Billie Jean King (* 1943), Tennisspielerin
- Don Eddy (* 1944), Maler
- Hugh Marjoe Ross Gortner (* 1944), Erweckungsprediger
- Charles Lillard (1944–1997), kanadischer Schriftsteller, Dichter und Historiker
- Michelle Phillips (* 1944), Schauspielerin und Sängerin
- Celeste Yarnall (1944–2018), Schauspielerin
- Lawrence Andreasen (1945–1990), Wasserspringer
- Randy Steven Kraft (* 1945), Serienmörder
- Kathy Garver (* 1945), Schauspielerin und Synchronsprecherin
- James Robert Baker (1946–1997), Drehbuchautor und Schriftsteller
- John Bettis (* 1946), Musiker, Komponist und Songschreiber
- Bruce A. Evans (* 1946), Drehbuchautor, Filmproduzent und Regisseur
- Dan Lungren (* 1946), Politiker
- John Dykstra (* 1947), Spezialeffekt-Experte, Pionier bei der Verwendung von Computern in der Filmherstellung
- Mike Montgomery (* 1947), Basketballtrainer
- Butch Morris (1947–2013), Jazz- und Improvisationsmusiker
- Ralph Mann (1949–2025), Hürdenläufer
- Jim Van Boven (* 1949), Radrennfahrer
- James Blaylock (* 1950), Science-Fiction- und Fantasyautor
- Gary Graham (1950–2024), Schauspieler

## 1951–1960

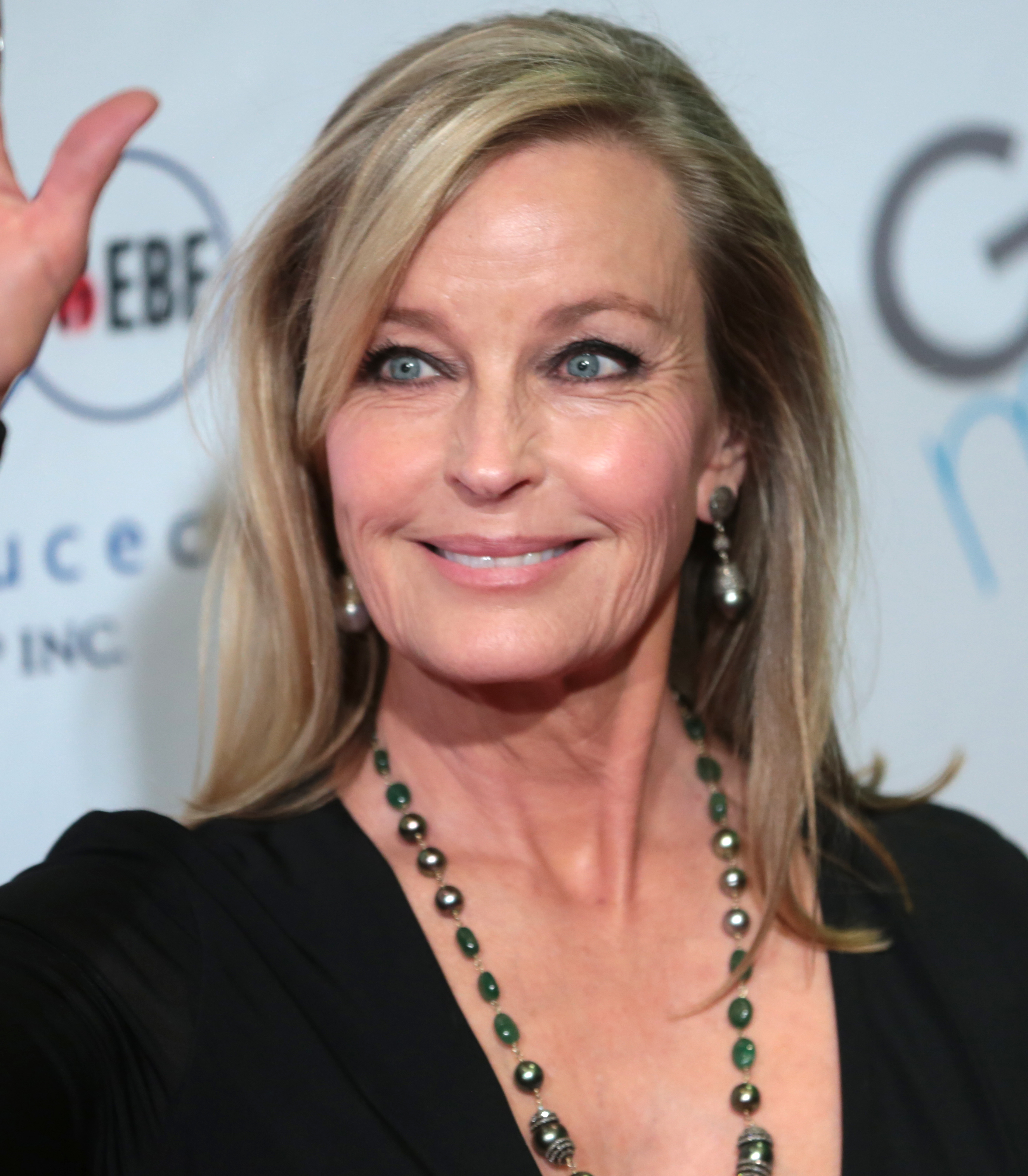
Bo Derek
(* 1956)

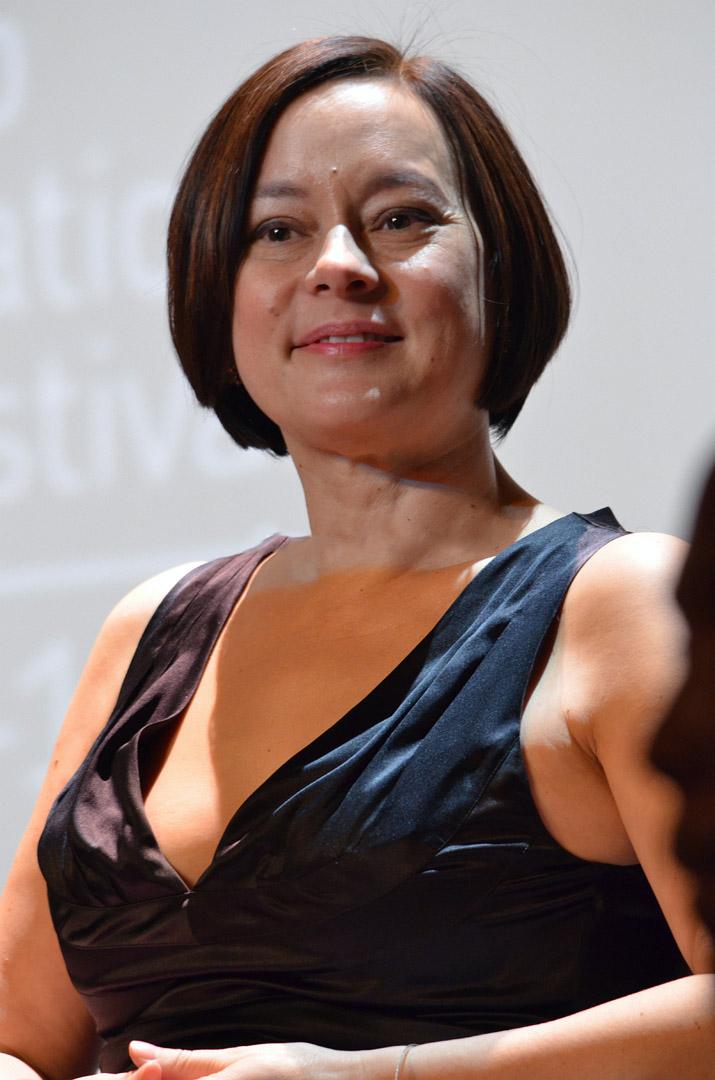
Meg Tilly
(* 1960)

- Steve Smith (1951–2020), Stabhochspringer
- Joan Lind (1952–2015), Ruderin
- Thomas Silverstein (1952–2019), Strafgefangener
- John Siman (* 1952), Wasserballspieler
- Kathy Tyers (* 1952), Science-Fiction-Schriftstellerin
- Susie Atwood (* 1953), Schwimmerin[2]
- Helios Creed (* 1953), Musiker
- Luann Ryon (1953–2022), Bogenschützin
- Kate Schmidt (* 1953), Leichtathletin
- Roy Ashburn (* 1954), Politiker
- Mike Gabriel (* 1954), Animator und Filmregisseur
- Kevin Welch (* 1955), Country-Sänger
- Bo Derek (* 1956), Schauspielerin
- Terry Kubicka (* 1956), Eiskunstläufer
- Karen Borlaug Phillips (* 1956), Regierungsbedienstete und Managerin
- Tim Shaw (* 1957), Schwimmer und Wasserballspieler
- Johnny Unser (* 1958), Autorennfahrer und Motorsportfunktionär
- Marcella Place (* 1959), Hockeyspielerin
- Sandy West (1959–2006), Sängerin, Songwriterin und Schlagzeugerin
- Douglas Kimbell (* 1960), Wasserballspieler
- Matt Sorum (* 1960), Schlagzeuger
- Meg Tilly (* 1960), Schauspielerin, Tänzerin und Autorin
- Chad Wackerman (* 1960), Schlagzeuger
- David Wilson (* 1960), Schwimmer

## 1961–1970

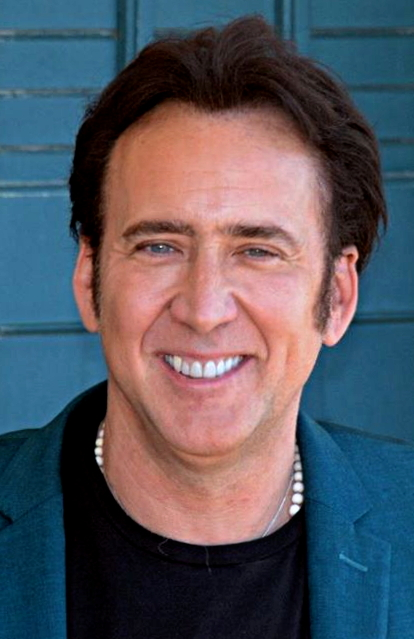
Nicolas Cage
(* 1964)

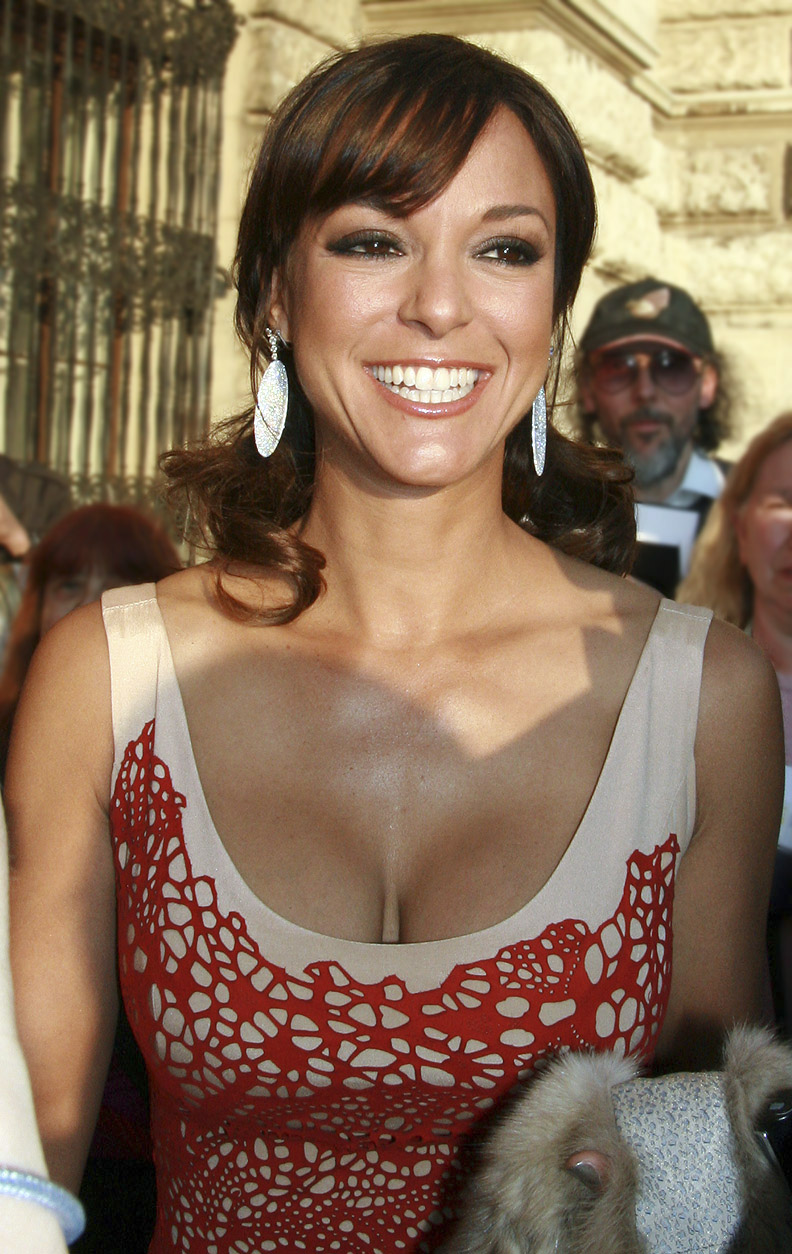
Eva LaRue
(* 1966)

- David Brakke (* 1961), Kirchenhistoriker
- Jack Grisham (* 1961), Musiker[3]
- Maureen O’Toole (* 1961), Wasserballspielerin
- Lana Clarkson (1962–2003), Schauspielerin
- Brian Fargo (* 1962), Computerspieleentwickler
- Hans Wichary (1962–2004), Basketballspieler
- Michael Whaley (* 1962), Schauspieler
- Kim Shattuck (1963–2019), Sängerin
- Robert Ctvrtlik (* 1963), Volleyballspieler
- Tim Pawsat (* 1963), Tennisspieler
- John Shadden (* 1963), Segler
- Tom Wood (* 1963), Schauspieler und Musiker
- Nicolas Cage (* 1964), Schauspieler
- Lisanne Falk (* 1964), Schauspielerin
- Kami Cotler (* 1965), Schauspielerin
- Eva LaRue (* 1966), Schauspielerin
- Michael Bendetti (* 1967), Schauspieler und Filmproduzent
- Bionca (* 1967), Pornodarstellerin, Produzentin und Regisseurin
- Ken Block (1967–2023), Rallyefahrer
- Michelle Dusserre (* 1968), Kunstturnerin[4]
- Bradley Nowell (1968–1996), Rockmusiker
- RBX (* 1968), Rapper
- Michael Stuhlbarg (* 1968), Schauspieler
- Houston (* 1969), Pornodarstellerin
- Misty Rain (* 1969), Pornodarstellerin
- Jenni Rivera (1969–2012), mexikanisch-US-amerikanische Sängerin
- Soopafly (* 1969), Rapper
- Susan Williams (* 1969), Triathletin
- Zack de la Rocha (* 1970), Sänger
- Janie Eickhoff (* 1970), Bahnradsportlerin
- Warren G (* 1970), Rapper und Produzent

## 1971–1980

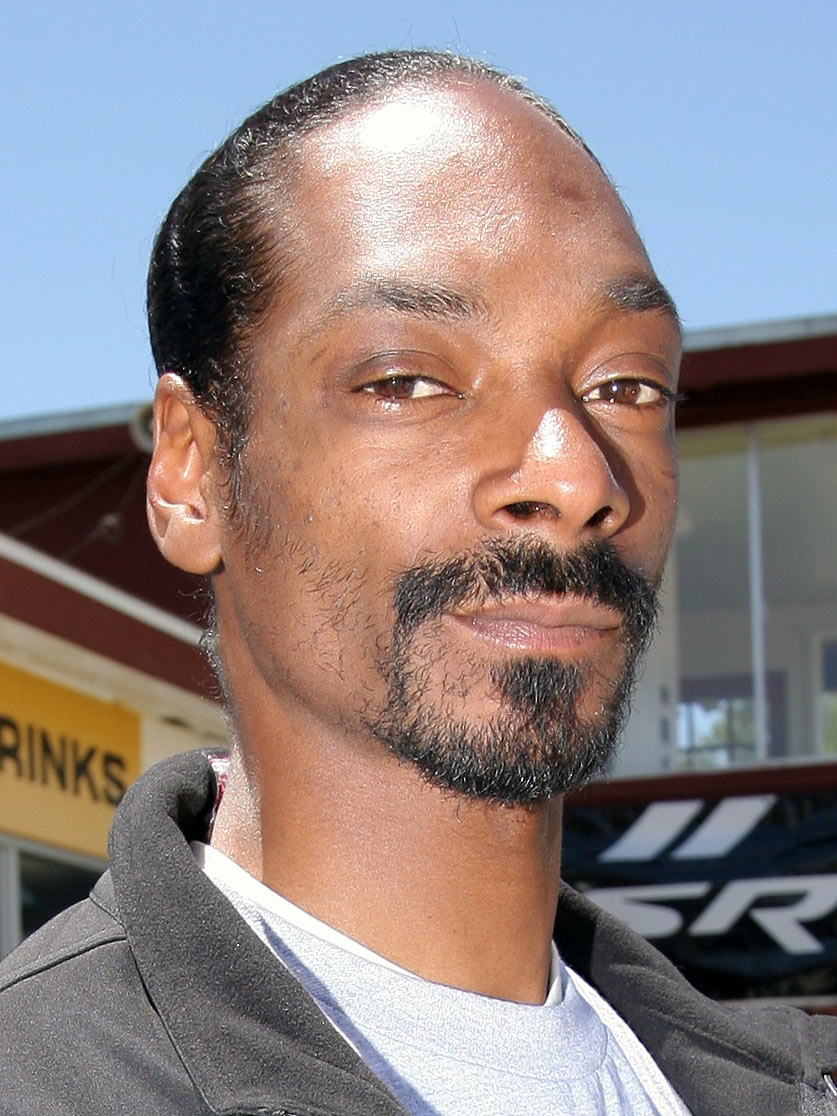
Snoop Dogg
(* 1971)

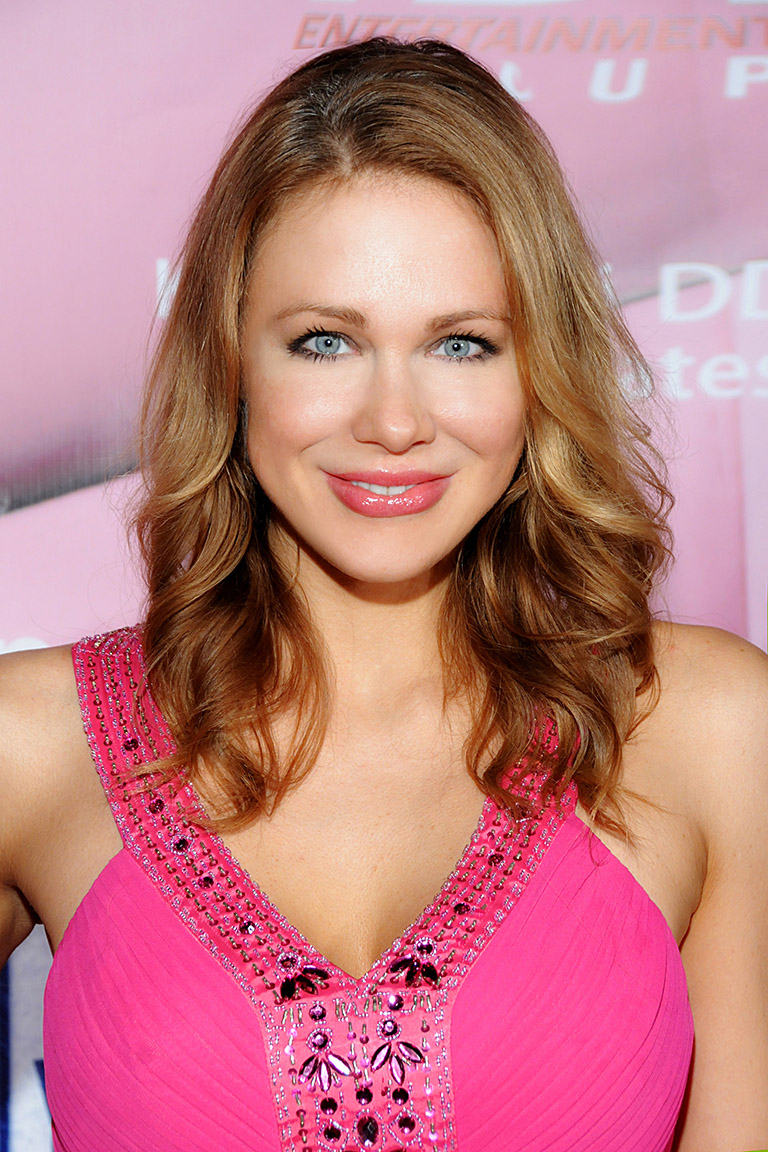
Maitland Ward
(* 1977)

- Russell Allen (* 1971), Musiker und Sänger
- Antonio Cruz (* 1971), Radrennfahrer
- Snoop Dogg (* 1971), Rapper und Schauspieler
- Lisa Fernandez (* 1971), Softballspielerin und Olympiasiegerin 1996[5]
- Ava DuVernay (* 1972), Filmregisseurin
- Annett Davis (* 1973), Beachvolleyballspielerin
- Daz Dillinger (* 1973), Rapper
- Vanessa Blue (* 1974), Pornodarstellerin, -regisseurin und -produzentin
- LMNO (* 1974), Rapper
- Tiffani-Amber Thiessen (* 1974), Schauspielerin
- Ryan Bailey (* 1975), Wasserballspieler
- Jeffrey Carlson (1975–2023), Bühnenschauspieler und Sänger
- Jason Leffler (1975–2013), Automobilrennfahrer
- Michael Batiste (* 1977), Basketballspieler
- Peter Strobl (* 1977), US-amerikanisch-österreichischer Basketballspieler und -trainer
- Maitland Ward (* 1977), Schauspielerin
- Chris Andersen (* 1978), Basketballspieler
- Ethan Luck (* 1978), Gitarrist
- Brian Scalabrine (* 1978), Basketballspieler
- Robin Beauregard (* 1979), Wasserballspielerin
- Goldie Loc (* 1980), Rapper

## 1981–1990
- Michael Fishman (* 1981), Filmschauspieler

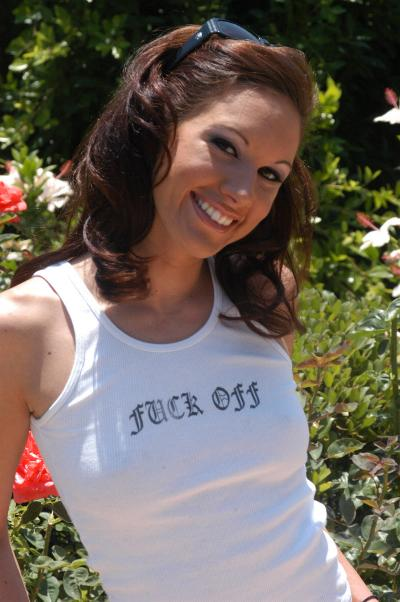
Taylor Rain
(* 1981)

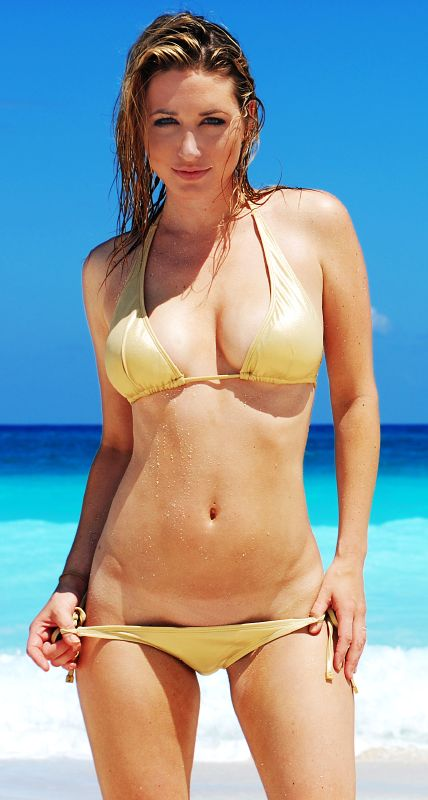
Andrea Lowell
(* 1983)

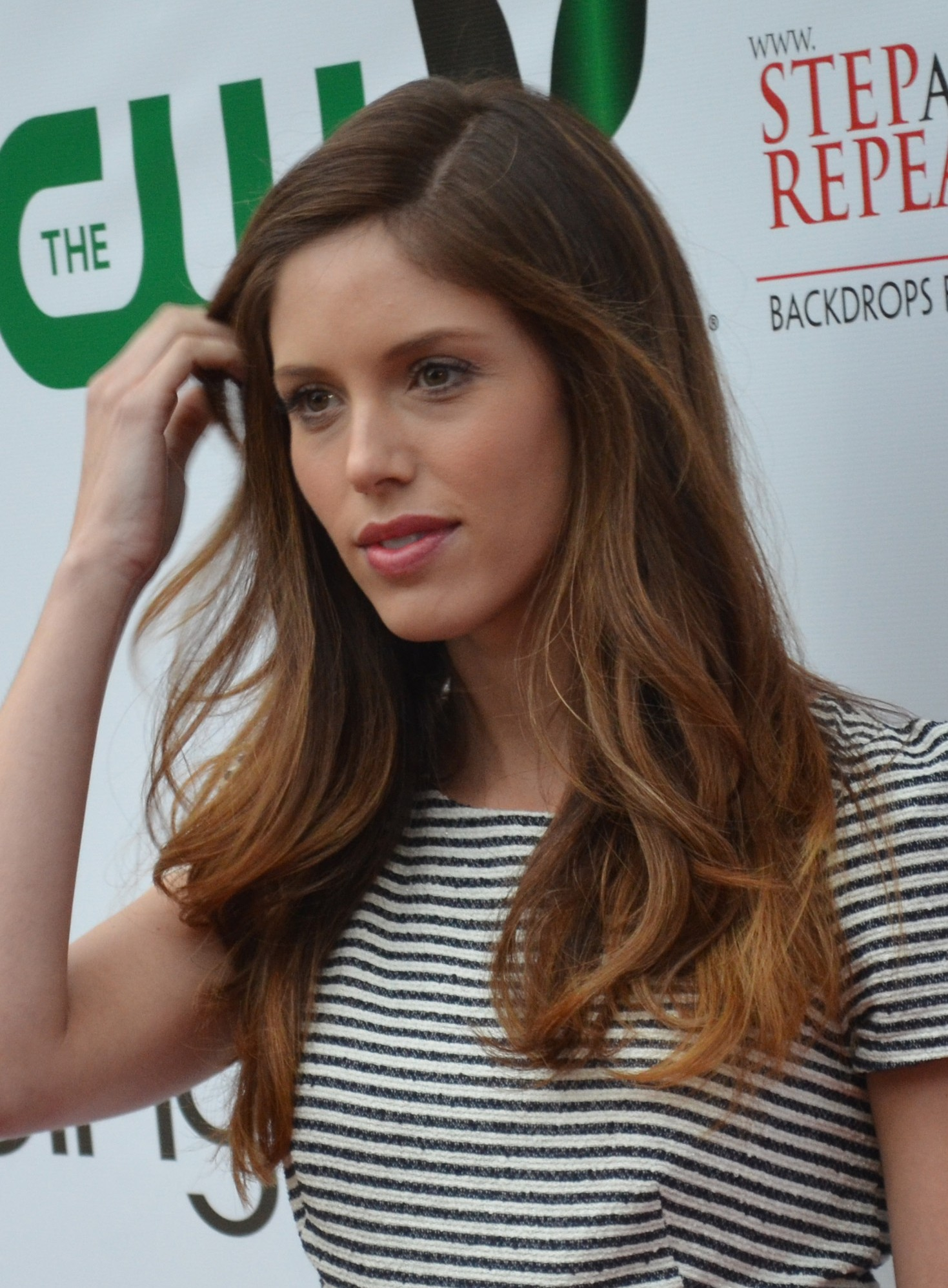
Kayla Ewell
(* 1985)

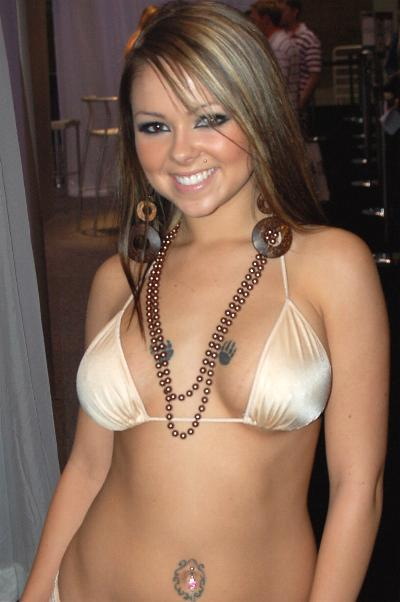
Julia Bond
(* 1987)

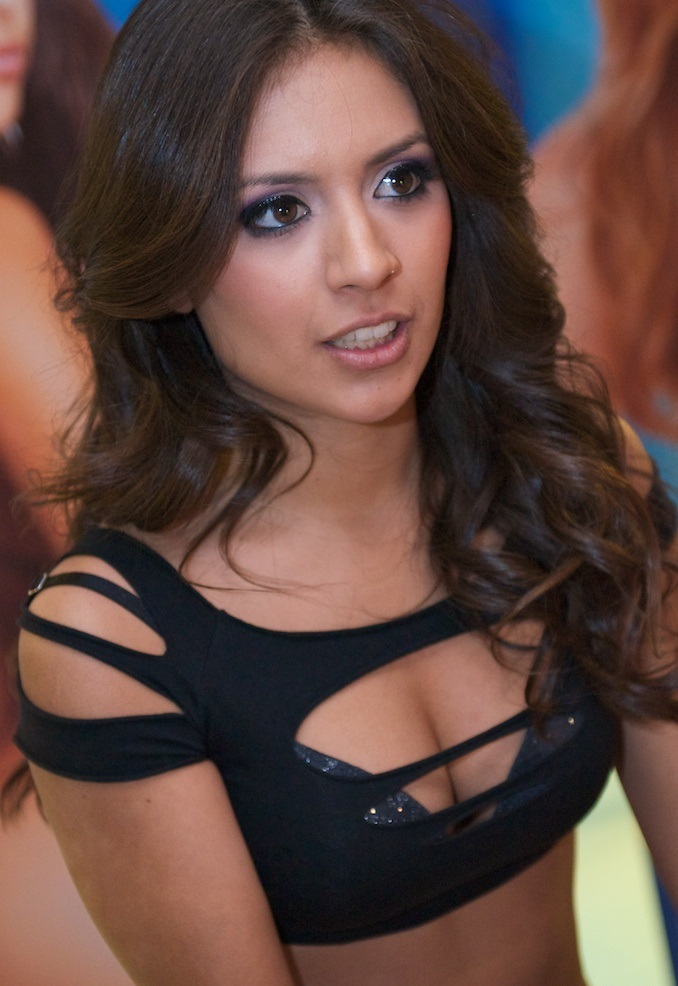
Jynx Maze
(* 1990)

- David J. Peterson (* 1981), Schriftsteller, Linguist und Sprachenschöpfer[6]
- Taylor Rain (* 1981), Pornodarstellerin
- Percy Daggs III (* 1982), Schauspieler
- Kenny Higgins (* 1982), Footballspieler
- Keao Burdine (* 1983), Volleyball- und Beachvolleyballspielerin
- Marcus Cassel (1983–2006), Footballspieler
- Johann Michael Coté (* 1983), Bürgermeister der Stadt New Westminster in der Provinz British Columbia in Kanada
- Andrea Lowell (* 1983), Schauspielerin und Model[7]
- Amy Cragg (* 1984), Langstreckenläuferin
- Michael League (* 1984), Fusionmusiker
- Leah Luv (* 1984), Pornodarstellerin[8]
- Lauren Wenger (* 1984), Wasserballspielerin[9]
- Lisa Willis (* 1984), Basketballspielerin
- Kayla Ewell (* 1985), Schauspielerin
- Esther Lofgren (* 1985), Ruderin
- DeSean Jackson (* 1986), American-Football-Spieler
- Ray Macias (* 1986), Eishockeyspieler
- Mark Sanchez (* 1986), American-Football-Spieler
- Dustin Watten (* 1986), Volleyballspieler
- Julia Bond (* 1987), Pornodarstellerin[10]
- Frank Ocean (* 1987), Hip-Hop- und Contemporary-R&B-Musiker
- Shane Dawson (* 1988), Komiker und Schauspieler
- Landry Fields (* 1988), Basketballspieler
- Russell Westbrook (* 1988), Basketballspieler
- Jonathon Blum (* 1989), Eishockeyspieler
- Jurrell Casey (* 1989), American-Football-Spieler
- Travis d’Arnaud (* 1989), Baseballspieler
- Chris Matthews (* 1989), American-Football-Spieler
- Scout Taylor-Compton (* 1989), Schauspielerin
- Jynx Maze (* 1990), Pornodarstellerin
- Daniel Nguyen (* 1990), Tennisspieler

## Ab 1991
- Ronnie Hillman (1991–2022), American-Football-Spieler
- Asia Muhammad (* 1991), Tennisspielerin
- Elise Zvirbulis (* 1991), Triathletin und Beachhandballspielerin
- Emma Degerstedt (* 1992), Schauspielerin
- Emerson Etem (* 1992), Eishockeyspieler
- Palmer Luckey (* 1992), Unternehmer und Gründer von Oculus VR und Erfinder der Oculus Rift
- Jennette McCurdy (* 1992), Schauspielerin und Country-Pop-Singer-Songwriterin
- Shabazz Muhammad (* 1992), Basketballspieler
- Matt Nieto (* 1992), Eishockeyspieler
- John Ross (* 1994), American-Football-Spieler
- Jayon Brown (* 1995), American-Football-Spieler
- Max Irving (* 1995), Wasserballspieler
- Anissa Urtez (* 1995), mexikanisch-US-amerikanische Softballspielerin
- JuJu Smith-Schuster (* 1996), American-Football-Spieler
- Chloe Kim (* 2000), Snowboarderin
- Rachel Glenn (* 2002), Hochspringerin
- Kyle Paulson (* 2002), Beachvolleyballspieler
- Chase Dodd (* 2003), Wasserballspieler
- Ryder Dodd (* 2006), Wasserballspieler